# Hiromi Takahari
Hiromi Takahari (né le 13 novembre 1987) est un athlète japonais, spécialiste du saut en hauteur.

## Carrière
Le 10 mai 2015, il porte son record personnel à 2,28 m dans le stade Todoroki à Kawasaki. En salle son record est de 2,26 m en 2016.
En 2010, il termine deuxième des Jeux asiatiques derrière Mutaz Essa Barshim.

## Palmarès
| Date | Compétition         | Lieu        | Résultat | Marque |
| ---- | ------------------- | ----------- | -------- | ------ |
| 2009 | Championnats d'Asie | Guangzhou   | 7e       | 2,15 m |
| 2010 | Jeux asiatiques     | Guangzhou   | 2e       | 2,23 m |
| 2013 | Championnats d'Asie | Pune        | 4e       | 2,21 m |
| 2015 | Championnats d'Asie | Wuhan       | 4e       | 2,20 m |
| 2017 | Championnats d'Asie | Bhubaneswar | 12e      | 2,10 m |

## Records
| Épreuve         | Épreuve   | Performance | Lieu     | Date           |
| --------------- | --------- | ----------- | -------- | -------------- |
| Saut en hauteur | Plein air | 2,28 m      | Kawasaki | 10 mai 2015    |
| Saut en hauteur | Salle     | 2,26 m      | Prague   | 7 février 2016 |